# Mirko Marić
Mirko Marić (Grude, 16 de mayo de 1995) es un futbolista bosnio nacionalizado croata. Juega de delantero y su equipo es el Venezia F. C. de la Serie A.

## Selección nacional
Tras haber representado a Bosnia y Herzegovina y a Croacia en categorías inferiores, el 11 de enero de 2017 hizo su debut la selección absoluta de Croacia en un partido de la China Cup ante Chile que finalizó en empate a uno.

## Clubes
| Club                             | País                 | Año       |
| -------------------------------- | -------------------- | --------- |
| N. K. Široki Brijeg              | Bosnia y Herzegovina | 2012-2014 |
| G. N. K. Dinamo Zagreb           | Croacia              | 2014-2017 |
| N. K. Široki Brijeg (cedido)     | Bosnia y Herzegovina | 2014      |
| N. K. Lokomotiva Zagreb (cedido) | Croacia              | 2014-2017 |
| Videoton F. C.                   | Hungría              | 2017      |
| N. K. Osijek                     | Croacia              | 2017-2020 |
| A. C. Monza                      | Italia               | 2020-     |
| F. C. Crotone (cedido)           | Italia               | 2021-2022 |
| H. N. K. Rijeka (cedido)         | Croacia              | 2024      |
| Venezia F. C. (cedido)           | Italia               | 2025-     |

## Palmarés

### Títulos nacionales
| Título                       | Club                | País                 | Año  |
| ---------------------------- | ------------------- | -------------------- | ---- |
| Copa de Bosnia y Herzegovina | N. K. Široki Brijeg | Bosnia y Herzegovina | 2013 |